# Volby v Botswaně
Volby v Botswaně se konají pravidelně od získání nezávislosti. Na jejich transparentnost dohlížejí mezinárodní pozorovatelé. Zdejší politickou scénu zcela ovládá Botswanská demokratická strana (BDP). Vliv ostatních politických stran je v současnosti prakticky zanedbatelný. Na národní úrovni se volí zákonodárci. Národní shromáždění (zákonodárný orgán) má 57 členů volených ve všeobecných volbách na 5 let.

## Poslední volby

### Volby do Národního shromáždění 2009
| Strana                          | Strana                    | Strana                                                                | Hlasy   | %      | +/−     | Křesla | +/−  |
|                                 | BDP                       | Botswanská demokratická strana (Botswana Democratic Party)            | 290 099 | 53,26  | +1,53 ▲ | 45     | +1 ▲ |
|                                 | BNF                       | Botswanská národní fronta (Botswana National Front)                   | 119 509 | 21,94  | −4,12 ▼ | 6      | −6 ▼ |
|                                 | BCP                       | Botswanská kongresová strana (Botswana Congress Party)                | 104 302 | 19,15  | +2,53 ▲ | 4      | +3 ▲ |
|                                 | BAM                       | Botswanské alianční hnutí (Botswana Alliance Movement)                | 12 387  | 2,27   | −0,57 ▼ | 1      | +1 ▲ |
|                                 |                           | Nezávislí (Independents)                                              | 10 464  | 1,92   | +1,89 ▲ | 1      | +1 ▲ |
|                                 | BPP                       | Botswanská lidová strana (Botswana People's Movement)                 | 7 554   | 1,39   | −0,52 ▼ | 0      | ±0 ▬ |
|                                 | MELS                      | Botswanské hnutí MELS (MELS Movement Botswana)                        | 292     | 0,05   | +0,02 ▲ | 0      | ±0 ▬ |
|                                 | BTTO                      | Botswanská organizace Tlhoko Tiro (Botswana Tlhoko Tiro Organisation) | 40      | 0,00   | —       | 0      | —    |
| Platné hlasy                    | Platné hlasy              | Platné hlasy                                                          | 544 647 | 98,12  | —       |        |      |
| Neplatné hlasy                  | Neplatné hlasy            | Neplatné hlasy                                                        | 10 431  | 1,88   | —       |        |      |
| Celkem                          | Celkem                    | Celkem                                                                | 555 078 | 100,00 | —       | 57     | —    |
| Elektorát a volební účast       | Elektorát a volební účast | Elektorát a volební účast                                             | 723 617 | 76,71  | —       |        |      |
| Zdroj: Nezávislá volební komise |                           |                                                                       |         |        |         |        |      |